# Nati il 27 agosto
| Questa pagina contiene informazioni ricavate automaticamente dalle voci biografiche con l'ausilio del template Bio e di un bot. L'aggiornamento è periodico e automatico e ricostruisce completamente la pagina. Se manca una persona in questa lista, sei pregato di non aggiungerla, ma accertati piuttosto che la sua voce biografica contenga il template Bio e che i dati anagrafici siano correttamente compilati. Se il template Bio manca, inseriscilo tu stesso o, in alternativa, metti l'avviso {{tmp\|Bio}} che ne segnala la mancanza. Se i dati riportati sono sbagliati, correggi direttamente la voce biografica; le modifiche saranno visibili in questa lista entro pochi giorni. Per chiarimenti vedi il progetto biografie. La lista contiene solo le 1.053 persone che sono citate nell'enciclopedia e per le quali è stato implementato correttamente il template Bio. Pagina aggiornata al 17 ago 2025. |

## XV secolo(3)
- 1407 - Ashikaga Yoshikazu, militare giapponese († 1425)
- 1471 - Giorgio di Sassonia, nobile tedesco († 1539)
- 1487 - Anna del Brandeburgo, principessa († 1514)

## XVI secolo(10)
- 1512 - Friedrich Staphylus, teologo tedesco († 1564)
- 1525 - Francesco Maria Tarugi, cardinale italiano († 1608)
- 1542 - Giovanni Federico di Pomerania, duca († 1600)
- 1545 - Alessandro Farnese, generale, politico e nobile italiano († 1592)
- 1568 - Hercule de Rohan, nobile francese († 1654)
- 1583 - Giovanni Giacomo Semenza, pittore italiano († 1636)
- 1589 - Franchoys Elout, pittore olandese († 1635)
- 1590 - Ferruccio Baffa Trasci, vescovo cattolico, teologo e filosofo italiano († 1656)
- 1597 - Agostino Spinola, cardinale e arcivescovo cattolico italiano († 1649)
- 1599 - Francisco López de Zúñiga, generale spagnolo († 1656)

## XVII secolo(13)
- 1617 - Emanuele Brignole, nobile e filantropo italiano († 1678)
- 1622 - Jakob Thomasius, filosofo tedesco († 1684)
- 1632 - Giovannetta di Sayn-Wittgenstein, nobildonna tedesca († 1701)
- 1634 - David Loggan, incisore, disegnatore e editore polacco († 1692)
- 1642 - Giovan Betto, architetto italiano († 1722)
- 1660 - Claude-François Fraguier, religioso e letterato francese († 1728)
- 1662 - Julius Heinrich von Rehlingen-Radau, presbitero austriaco († 1732)
- 1665 - John Hervey, I conte di Bristol, politico inglese († 1751)
- 1669 - Anna Maria di Borbone-Orléans, principessa francese († 1728)
- 1677 - Otto Ferdinand von Traun, militare austriaco († 1748)
- 1691 - Giovanni Battista Baratta, vescovo cattolico italiano († 1748)
- 1697 - Francesco Rivera, arcivescovo cattolico italiano († 1777)
- 1700 - Carl Hårleman, architetto svedese († 1753)

## XVIII secolo(27)
- 1705 - Ludovico Therin Bonesio, vescovo cattolico italiano († 1780)
- 1707 - Zanetta Farussi, attrice teatrale italiana († 1776)
- 1710 - Giuseppe Vasi, incisore e architetto italiano († 1782)
- 1714 - Gothards Frīdrihs Stenders, scrittore lettone († 1796)
- 1717 - Francesco Saverio de Zelada, cardinale e arcivescovo cattolico italiano († 1801)
- 1720 - Giacomo Abbondo, presbitero italiano († 1788)
- 1730 - Johann Georg Hamann, filosofo prussiano († 1788)
- 1736 - Giovanni Battista Biffi, scrittore italiano († 1807)
- 1739 - Giambattista Guatteri, botanico italiano († 1793)
- 1741 - Joseph Reed, politico statunitense († 1785)
- 1742 - Ernesto di Meclemburgo-Strelitz, nobile tedesco († 1814)
- 1749 - James Madison, vescovo anglicano statunitense († 1812)
- 1757 - Dorothy Cavendish, nobildonna inglese († 1794)
- 1757 - Girolamo Manieri, vescovo cattolico italiano († 1844)
- 1764 - Agostino Lippi, fantino italiano († 1818)
- 1770 - Georg Wilhelm Friedrich Hegel, filosofo, storico e giurista tedesco († 1831)
- 1771 - Josef Kalasanz von Erberg, storiografo, scrittore e botanico sloveno († 1843)
- 1775 - Jan Verveer, generale olandese († 1838)
- 1776 - Barthold Georg Niebuhr, storico e politico tedesco († 1831)
- 1778 - Gaetano Ricciolini, baritono italiano († 1845)
- 1784 - Giovan Battista Pagani, politico e giurista italiano († 1864)
- 1785 - Agustín Gamarra, politico peruviano († 1841)
- 1786 - Johannes Voigt, storico tedesco († 1863)
- 1789 - Giuseppe di Sassonia-Altenburg, duca († 1868)
- 1792 - Federico Manfredini, vescovo cattolico italiano († 1882)
- 1795 - Raimondo Orrù Lilliu, politico italiano († 1876)
- 1800 - Sebastiano Fusconi, politico italiano († 1886)

## XIX secolo(152)
- 1802 - Alessandro Poerio, patriota e poeta italiano († 1848)
- 1803 - Luigi Pernigotti, politico italiano († 1859)
- 1803 - Franz Xaver von Gietl, medico tedesco († 1888)
- 1807 - Federico Odorici, bibliotecario e storico italiano († 1884)
- 1809 - Hannibal Hamlin, politico statunitense († 1891)
- 1810 - Carl Ludwig Sigmund, medico austriaco († 1883)
- 1812 - Bertalan Szemere, poeta e politico ungherese († 1869)
- 1813 - Giovanni Luppis, ufficiale e inventore († 1875)
- 1814 - Heinrich Ernst Schirmer, architetto tedesco († 1887)
- 1817 - Jean-Baptiste Boffinton, politico francese († 1899)
- 1818 - Auguste Roy de Loulay, politico e avvocato francese († 1896)
- 1818 - Henri Weil, filologo classico tedesco († 1909)
- 1827 - Andrea Cefaly, pittore e politico italiano († 1907)
- 1827 - Teresa Parodi, soprano italiano
- 1831 - Heinrich Hermann Fitting, giurista tedesco († 1918)
- 1832 - Louisa Pyne, soprano e impresaria teatrale inglese († 1904)
- 1834 - Augustus Henry Mounsey, ambasciatore, viaggiatore e scrittore britannico († 1882)
- 1835 - Albijn Van den Abeele, pittore belga († 1918)
- 1839 - Emory Upton, generale statunitense († 1881)
- 1841 - Richard Claverhouse Jebb, politico e traduttore scozzese († 1905)
- 1841 - Patrick William Riordan, arcivescovo cattolico canadese († 1914)
- 1844 - John Alexander Harvie-Brown, naturalista e ornitologo scozzese († 1916)
- 1845 - Ödön Lechner, architetto ungherese († 1914)
- 1846 - Thorvald Bindesbøll, designer danese († 1908)
- 1846 - Charles Carter Drury, ammiraglio canadese († 1914)
- 1847 - Gustave Joseph Waffelaert, vescovo cattolico belga († 1931)
- 1849 - Manuel Acuña, poeta e scrittore messicano († 1873)
- 1850 - Olivia Hedges-White, nobildonna e filantropa irlandese († 1925)
- 1850 - Augusto Righi, fisico italiano († 1920)
- 1853 - Dorsey William Shackleford, politico e avvocato statunitense († 1936)
- 1854 - Karl Grobben, biologo e zoologo austriaco († 1945)
- 1854 - Adolf Langfeld, politico tedesco († 1939)
- 1855 - John F. Keeble, compositore di scacchi inglese († 1939)
- 1856 - Ivan Franko, poeta, scrittore e giornalista ucraino († 1916)
- 1856 - Hans Christian Mortensen, ornitologo danese († 1921)
- 1857 - Giacomo Luigi Ciamician, chimico austriaco († 1922)
- 1857 - Oskar von Hutier, generale tedesco († 1934)
- 1858 - Giuseppe Menada, dirigente d'azienda italiano († 1931)
- 1858 - Fritz Noll, botanico tedesco († 1908)
- 1858 - Giuseppe Peano, matematico, logico e glottoteta italiano († 1932)
- 1858 - Angiolo Tommasi, pittore italiano († 1923)
- 1859 - Clarence Clark, tennista statunitense († 1937)
- 1859 - Henry Julian White, presbitero e biblista britannico († 1934)
- 1860 - Carl Anton Larsen, navigatore e esploratore norvegese († 1924)
- 1861 - Reginald Brooks-King, arciere britannico († 1938)
- 1861 - Otto Hintze, storico tedesco († 1940)
- 1862 - Abram Efimovič Archipov, pittore russo († 1930)
- 1864 - Giulio D'Alì Staiti, imprenditore e politico italiano († 1905)
- 1864 - George Hepbron, arbitro di pallacanestro e dirigente sportivo statunitense († 1946)
- 1864 - Hermann Weingärtner, ginnasta tedesco († 1919)
- 1865 - James Henry Breasted, archeologo e storico statunitense († 1935)
- 1865 - Charles Dawes, politico, banchiere e ambasciatore statunitense († 1951)
- 1865 - Augusto Imperiali, allevatore italiano († 1954)
- 1865 - Giacomo Orefice, compositore e pianista italiano († 1922)
- 1866 - William Dickson, calciatore scozzese († 1910)
- 1866 - Edgardo Morpurgo, imprenditore e dirigente d'azienda italiano († 1948)
- 1868 - Sebastiano Castagna, militare e ingegnere italiano († 1938)
- 1868 - John Grün, circense lussemburghese († 1912)
- 1869 - Karl Haushofer, generale, politologo e geografo tedesco († 1946)
- 1870 - Evelyn FitzMaurice, nobildonna inglese († 1960)
- 1870 - Romolo Murri, presbitero e politico italiano († 1944)
- 1870 - Amado Nervo, poeta, scrittore e diplomatico messicano († 1919)
- 1871 - Giacomo Damiani, naturalista italiano († 1944)
- 1871 - Theodore Dreiser, scrittore e drammaturgo statunitense († 1945)
- 1871 - Otto Bruno Schoenfeld, schermidore e wrestler tedesco († 1938)
- 1872 - Arthur Everitt, schermidore britannico († 1952)
- 1872 - Giovanni Battista Nasalli Rocca di Corneliano, cardinale e arcivescovo cattolico italiano († 1952)
- 1872 - Giuseppe Petrone, vescovo cattolico italiano († 1933)
- 1873 - Maud Allan, danzatrice, pianista e attrice canadese († 1956)
- 1873 - Arnaldo Gardella, ingegnere e designer italiano († 1928)
- 1873 - Jurij Michajlovič Steklov, rivoluzionario, storico e giornalista russo († 1941)
- 1874 - Carl Bosch, chimico, ingegnere e imprenditore tedesco († 1940)
- 1875 - Katharine McCormick, attivista e filantropa statunitense († 1967)
- 1876 - Aleksandr Michajlovič Dobroljubov, poeta russo († 1945)
- 1876 - Rita Maierotti, politica e scrittrice italiana († 1960)
- 1877 - Angelo Bughetti, presbitero e educatore italiano († 1935)
- 1877 - Hong Jin, politico sudcoreano († 1946)
- 1877 - Charles Rolls, imprenditore britannico († 1910)
- 1877 - Ernst Wetter, politico svizzero († 1963)
- 1878 - John Costello, attore statunitense († 1946)
- 1878 - Willi Geiger, pittore, grafico e insegnante tedesco († 1971)
- 1878 - Pëtr Nikolaevič Vrangel', generale, politico e nobile russo († 1928)
- 1880 - Tommaso Casoni, medico italiano († 1933)
- 1880 - Luigi Scelzo, generale italiano († 1962)
- 1880 - Tom Wilson, attore statunitense († 1965)
- 1881 - Carlo Feltrinelli, imprenditore e banchiere italiano († 1935)
- 1882 - Ricardo de Baños, regista, fotografo e produttore cinematografico spagnolo († 1939)
- 1882 - Francisco Civitate, artista e fotografo italiano († 1987)
- 1882 - Jan Hambourg, violinista russo († 1947)
- 1882 - Hubert Marischka, tenore, regista e sceneggiatore austriaco († 1959)
- 1882 - Enrico Pasteur, calciatore, allenatore di calcio e pallanuotista italiano († 1958)
- 1884 - Harry Antrim, attore statunitense († 1967)
- 1884 - Vincent Auriol, politico francese († 1966)
- 1884 - Alfredo Baldomir, politico e architetto uruguaiano († 1948)
- 1884 - Johnnie Mullens, cavaliere e attore statunitense († 1978)
- 1884 - Victor Wetterström, giocatore di curling svedese († 1956)
- 1885 - Adrien Filez, calciatore francese († 1965)
- 1885 - Lina Poletti, scrittrice italiana († 1971)
- 1885 - Arnold Pressburger, produttore cinematografico ungherese († 1951)
- 1885 - Camillo Ruggera, militare austro-ungarico († 1947)
- 1886 - Eric Borchard, clarinettista, sassofonista e direttore d'orchestra tedesco († 1934)
- 1886 - Joseph Aloysius Burke, vescovo cattolico statunitense († 1962)
- 1886 - Rebecca Clarke, violista e compositrice inglese († 1979)
- 1886 - Eric Coates, compositore e violista inglese († 1957)
- 1886 - Marcel Dubois, lottatore e sollevatore belga († 1955)
- 1886 - Arthur Hunt, pallanuotista britannico († 1949)
- 1886 - Thomas Little, scenografo statunitense († 1985)
- 1886 - Randolph Lycett, tennista britannico († 1935)
- 1886 - Angela Piskernik, ambientalista e botanica slovena († 1967)
- 1886 - Gladys Vanderbilt Széchenyi, statunitense († 1965)
- 1887 - James Finlayson, attore scozzese († 1953)
- 1887 - Giorgio Karađorđević, principe serbo († 1972)
- 1887 - Mario Merlin, militare italiano († 1917)
- 1887 - Léon Rey, archeologo francese († 1954)
- 1887 - Adolfo Tunesi, ginnasta italiano († 1964)
- 1888 - Violet Richardson Ward, docente statunitense († 1979)
- 1889 - Gesumino Mastino, politico italiano († 1964)
- 1889 - Robert Ross, regista statunitense († 1943)
- 1890 - Man Ray, pittore, fotografo e regista statunitense († 1976)
- 1891 - Maria Grandinetti Mancuso, pittrice e giornalista italiana († 1977)
- 1891 - Artur Guttmann, compositore e direttore d'orchestra austriaco († 1945)
- 1891 - Aldo Vergano, regista e sceneggiatore italiano († 1957)
- 1892 - Helen Gibson, attrice statunitense († 1977)
- 1892 - Wilhelm Strand, calciatore norvegese († 1975)
- 1893 - Marco Bianco, generale italiano († 1983)
- 1893 - Robert Gascoyne-Cecil, V marchese di Salisbury, nobile e politico inglese († 1973)
- 1893 - Victor Heerman, sceneggiatore e regista statunitense († 1977)
- 1893 - Fred Morris, calciatore inglese († 1962)
- 1893 - Salvatore Petagna, intarsiatore italiano († 1971)
- 1893 - Daniel Hermanus Pienaar, generale sudafricano († 1942)
- 1894 - Olaf Iversen, calciatore norvegese († 1921)
- 1894 - André Lurçat, architetto e designer francese († 1970)
- 1894 - Secondo Martinetto, ciclista su strada italiano († 1968)
- 1894 - Charles Meredith, attore statunitense († 1964)
- 1894 - Dorys Mary Stenton, storica inglese († 1971)
- 1894 - Giuseppe Virgili, scultore e disegnatore italiano († 1968)
- 1895 - Andreas Alföldi, storico, numismatico e epigrafista ungherese († 1981)
- 1896 - Kurt Cuno, generale tedesco († 1961)
- 1896 - Peter Jamvold, velista norvegese († 1962)
- 1896 - Kenji Miyazawa, poeta, scrittore e agronomo giapponese († 1933)
- 1896 - Giacomo Moriondo, pittore italiano († 1957)
- 1896 - Mario Pontremoli, dirigente d'azienda, partigiano e ufficiale italiano († 1978)
- 1896 - Faina Ranevskaja, attrice sovietica († 1984)
- 1897 - Mario Lertora, ginnasta italiano († 1939)
- 1898 - René Dedieu, calciatore francese († 1985)
- 1898 - Luigi Taddei, pittore svizzero († 1992)
- 1899 - Cecil Scott Forester, scrittore e drammaturgo inglese († 1966)
- 1899 - Byron Foulger, attore statunitense († 1970)
- 1899 - Jean Nicoli, partigiano francese († 1943)
- 1899 - Eduardo Torroja, ingegnere spagnolo († 1961)
- 1900 - Umberto Soldati, calciatore italiano († 1985)
- 1900 - Hermann von Valta, bobbista tedesco († 1968)

## XX secolo(818)
- 1901 - Livio Cattel, ciclista su strada italiano († 1965)
- 1902 - Heinrich Altvater, calciatore tedesco († 1994)
- 1902 - Willam Christensen, ballerino, coreografo e impresario teatrale statunitense († 2001)
- 1902 - Herbert Menges, direttore d'orchestra e compositore britannico († 1972)
- 1903 - Mychajlo Bondarenko, politico sovietico († 1938)
- 1903 - Ferenc Keserű, pallanuotista ungherese († 1968)
- 1903 - Othmar Schmalz, pallanuotista svizzero († 1966)
- 1904 - Vladimir Makogonov, scacchista russo († 1993)
- 1904 - Angelo Scattolin, architetto italiano († 1981)
- 1905 - Gunnar Christensen, calciatore norvegese († 1988)
- 1905 - Paul Gehlhaar, calciatore tedesco († 1968)
- 1905 - Joyzelle Joyner, attrice e ballerina statunitense († 1980)
- 1905 - Heinz Lammerding, generale tedesco († 1971)
- 1905 - Cesare Marchia, politico italiano († 1985)
- 1905 - Gordon E. Sawyer, montatore e sceneggiatore statunitense († 1980)
- 1905 - Arīs Velouchiōtīs, partigiano greco († 1945)
- 1906 - Ed Gein, criminale statunitense († 1984)
- 1906 - Eino Penttilä, giavellottista finlandese († 1982)
- 1906 - Alberto Pignattelli, calciatore italiano († 1960)
- 1907 - Laird Doyle, sceneggiatore statunitense († 1936)
- 1907 - Giacomo Pozzi Bellini, fotografo italiano († 1990)
- 1907 - Romano Rinesi, calciatore italiano († 1968)
- 1907 - Alphons Schepers, ciclista su strada, pistard e ciclocrossista belga († 1984)
- 1907 - Fritzi Wenisch, schermitrice austriaca († 1981)
- 1908 - Donald Bradman, crickettista australiano († 2001)
- 1908 - Lyndon B. Johnson, politico statunitense († 1973)
- 1908 - Maurice Letchford, lottatore canadese († 1965)
- 1908 - Stig Wikander, linguista, indologo e iranista svedese († 1983)
- 1909 - Karl Altenburger, ciclista su strada tedesco († 1978)
- 1909 - Pierre Caque, cestista francese († 1949)
- 1909 - Sylvère Maes, ciclista su strada e ciclocrossista belga († 1966)
- 1909 - Ladislav Mráz, calciatore cecoslovacco († 1962)
- 1909 - Charles Pozzi, pilota automobilistico francese († 2001)
- 1909 - Leo Sexton, pesista statunitense († 1968)
- 1909 - Sidney Yates, politico statunitense († 2000)
- 1909 - Lester Young, sassofonista statunitense († 1959)
- 1911 - Johnny Eck, artista e attore statunitense († 1991)
- 1912 - Léo Marjane, cantante francese († 2016)
- 1912 - Ray Milton, hockeista su ghiaccio canadese († 2003)
- 1912 - Robert Zimmermann, ciclista su strada e pistard svizzero († 2006)
- 1913 - Herbert Fechner, politico tedesco († 1998)
- 1913 - János Hajnal, artista e illustratore ungherese († 2010)
- 1913 - Martin Kamen, biochimico canadese († 2002)
- 1913 - John Larsen, tiratore a segno norvegese († 1989)
- 1913 - Luigi Rognoni, musicologo, critico musicale e regista teatrale italiano († 1986)
- 1913 - Giovanni Sacchi, designer e progettista italiano († 2005)
- 1913 - Nina von Stauffenberg, tedesca († 2006)
- 1914 - Alessio Bombaci, turcologo e arabista italiano († 1979)
- 1914 - Rosetta Calavetta, attrice e doppiatrice italiana († 1993)
- 1914 - Heidi Kabel, attrice tedesca († 2010)
- 1914 - Ahmet Kireççi, lottatore turco († 1978)
- 1914 - Augusto Magnaghi, architetto e designer italiano († 1963)
- 1914 - Carlo Miani, militare e aviatore italiano († 1994)
- 1914 - Eulace Peacock, velocista e lunghista statunitense († 1996)
- 1915 - Fulvio Bianconi, artista, designer e grafico italiano († 1996)
- 1915 - Alberto Bruni Tedeschi, imprenditore e compositore italiano († 1996)
- 1915 - Aldo Gasparini, militare e aviatore italiano († 1938)
- 1915 - Mario Pagliano, calciatore italiano († 1991)
- 1915 - Giuseppe Pressato, militare italiano († 2003)
- 1915 - Norman Foster Ramsey, fisico statunitense († 2011)
- 1915 - Francesco Saja, giurista italiano († 1994)
- 1916 - James Ramsay, ufficiale e politico australiano († 1986)
- 1916 - Gianni Ratto, attore, regista teatrale e scenografo italiano († 2005)
- 1916 - Martha Raye, attrice statunitense († 1994)
- 1916 - Reino Valtonen, cestista e pugile finlandese († 1941)
- 1916 - Robert Van Eenaeme, ciclista su strada e pistard belga († 1959)
- 1916 - Halet Cambel, archeologa turca († 2014)
- 1917 - Serge de Beaurecueil, presbitero e islamista francese († 2005)
- 1918 - Anneliese Uhlig, attrice e giornalista tedesca († 2017)
- 1918 - Jelle Zijlstra, politico olandese († 2001)
- 1919 - Willy Arlt, calciatore tedesco († 1947)
- 1919 - Isabel de Madariaga, storica britannica († 2014)
- 1919 - André Declerck, ciclista su strada e pistard belga († 1967)
- 1919 - Silvano Trevisani, calciatore italiano († 2010)
- 1920 - Mario Baldassarri, matematico italiano († 1964)
- 1920 - Maria Curcio, pianista e musicologa italiana († 2009)
- 1920 - Médico Asesino, wrestler e attore messicano († 1960)
- 1920 - Henri Meert, calciatore belga († 2006)
- 1920 - Eugenio Santoro, scultore e pittore italiano († 2006)
- 1921 - Lido Albanesi, calciatore francese († 1998)
- 1921 - Henri Guérin, calciatore e allenatore di calcio francese († 1995)
- 1921 - Leo Penn, attore e regista statunitense († 1998)
- 1922 - Cate Bauer, attrice britannica
- 1922 - Jean Benoît, artista canadese († 2010)
- 1922 - Michele Forneris, generale italiano († 2005)
- 1922 - Sōsuke Uno, politico giapponese († 1998)
- 1923 - Onorina Brambilla, partigiana e sindacalista italiana († 2011)
- 1923 - Don Grate, giocatore di baseball e cestista statunitense († 2014)
- 1923 - Luther Harris, cestista statunitense († 1986)
- 1923 - Carlo Montanari, dirigente sportivo italiano († 2012)
- 1923 - Ferdinanda Pautasso, tuffatrice italiana († 1993)
- 1923 - Marcello Tofani, partigiano italiano († 1986)
- 1924 - Franco Costabile, poeta italiano († 1965)
- 1924 - Giuseppe Martini, partigiano e esperantista italiano († 2007)
- 1924 - Paolo Piffarerio, animatore e fumettista italiano († 2015)
- 1924 - Anco Marcio Vargas, calciatore costaricano († 2002)
- 1925 - Darry Cowl, attore e musicista francese († 2006)
- 1925 - Costantino De Andreis, calciatore italiano († 2004)
- 1925 - David Elazar, generale jugoslavo († 1976)
- 1925 - Alberto Escoto, cestista cubano
- 1925 - Hélio Marques Pereira, cestista brasiliano († 1971)
- 1925 - Bruno Lichene, partigiano italiano († 1945)
- 1925 - Nat Lofthouse, calciatore e allenatore di calcio britannico († 2011)
- 1925 - Francisco Lombardo, calciatore argentino († 2012)
- 1925 - Andrea Cordero Lanza di Montezemolo, cardinale e arcivescovo cattolico italiano († 2017)
- 1925 - Leopoldo Pirelli, imprenditore italiano († 2007)
- 1926 - George Brecht, artista, scrittore e compositore statunitense († 2008)
- 1926 - Kristen Nygaard, informatico, matematico e politico norvegese († 2002)
- 1927 - Alessandro D'Ottavio, pugile italiano († 1987)
- 1927 - Giannīs Kanakīs, calciatore greco († 2016)
- 1928 - Péter Boross, politico ungherese
- 1928 - Mangosuthu Buthelezi, politico e attivista sudafricano († 2023)
- 1928 - Francesco Saverio Salerno, vescovo cattolico italiano († 2017)
- 1928 - Othmar Schneider, sciatore alpino, dirigente sportivo e tiratore a segno austriaco († 2012)
- 1928 - Osamu Shimomura, chimico giapponese († 2018)
- 1928 - Ryūzō Yanagimachi, biologo giapponese († 2023)
- 1928 - Ján Zachara, pugile cecoslovacco († 2025)
- 1929 - Ernie Barrett, cestista e allenatore di pallacanestro statunitense († 2023)
- 1929 - Mario Cervo, produttore discografico, conduttore radiofonico e dirigente sportivo italiano († 1997)
- 1929 - Giovanni D'Anna, latinista e filologo classico italiano († 2008)
- 1929 - Ljubov' Kozyreva, fondista sovietica († 2015)
- 1929 - Ira Levin, scrittore, drammaturgo e sceneggiatore statunitense († 2007)
- 1929 - Dick Vosburgh, scrittore, poeta e paroliere statunitense († 2007)
- 1930 - Archimede Casadei Lucchi, politico italiano
- 1930 - Gholam Reza Takhti, lottatore iraniano († 1968)
- 1931 - Sri Chinmoy, filosofo e poeta indiano († 2007)
- 1931 - Roman Opałka, pittore polacco († 2011)
- 1931 - Andrea Scotti, attore italiano († 2003)
- 1931 - Henri Thellin, calciatore belga († 2006)
- 1932 - Mario Borzaga, missionario italiano († 1960)
- 1932 - Cor Brom, allenatore di calcio olandese († 2008)
- 1932 - Filippo Fiorino, politico italiano († 2006)
- 1932 - Antonia Fraser, storica e biografa britannica
- 1932 - David Fromkin, avvocato e storico statunitense († 2017)
- 1932 - Karekin I, vescovo cristiano orientale siriano († 1999)
- 1932 - Edoardo Pollastri, politico italiano († 2017)
- 1932 - Saye Zerbo, politico e militare burkinabé († 2013)
- 1933 - Alfonso Cavaliere, astrofisico e cosmologo italiano
- 1933 - Kerstin Ekman, scrittrice svedese
- 1933 - Nancy Friday, scrittrice statunitense († 2017)
- 1933 - Jenő Hámori, ex schermidore ungherese
- 1933 - Patrizia Lari, attrice italiana († 2022)
- 1933 - Nicoletta Panni, soprano italiano († 2017)
- 1933 - John Rumble, cavallerizza canadese († 2023)
- 1934 - Silvia Grandjean, pattinatrice artistica su ghiaccio svizzera
- 1934 - Franco Luberti, politico e avvocato italiano († 2020)
- 1934 - Dave Piontek, cestista statunitense († 2004)
- 1934 - Stefano Pompei, urbanista e architetto italiano († 2005)
- 1934 - Leandro Ribera Abad, pallanuotista spagnolo († 2016)
- 1934 - Sylvia Telles, cantante brasiliana († 1966)
- 1935 - Eddie Connachan, calciatore scozzese († 2021)
- 1935 - Carlo Marincovich, giornalista e velista italiano († 2008)
- 1935 - Domingo Sibilla, ex cestista cileno
- 1935 - Michael Holroyd, scrittore e biografo britannico
- 1936 - Roberto Fogu, pianista e cantante italiano († 1995)
- 1936 - Philippe Labro, giornalista, scrittore e regista francese († 2025)
- 1936 - Ernest Medina, ufficiale statunitense († 2018)
- 1936 - Gianfranco Petris, calciatore italiano († 2018)
- 1936 - Alessandro Petruccelli, scrittore italiano
- 1936 - Franco Stefanini, ex calciatore italiano
- 1937 - Alice Coltrane, pianista, organista e arpista statunitense († 2007)
- 1937 - Tommy Sands, cantante e attore statunitense
- 1937 - Phil Shulman, cantante e polistrumentista britannico
- 1937 - Jay Silvester, ex discobolo statunitense
- 1938 - Giovanni Bubacco, allenatore di calcio e ex calciatore italiano
- 1938 - Napoleon Chagnon, antropologo statunitense († 2019)
- 1938 - Andrea Dalia, giurista italiano († 2008)
- 1938 - Carlo Facchin, allenatore di calcio, calciatore e allenatore di calcio a 5 italiano († 2022)
- 1938 - Stojan Kitov, ex calciatore bulgaro
- 1938 - Sulambek Mamilov, regista sovietico († 2023)
- 1938 - Piet Rentmeester, ciclista su strada olandese († 2017)
- 1938 - Luigi Rinaldi, politico italiano († 2023)
- 1938 - Gene Rizak, cestista e allenatore di pallacanestro canadese († 2020)
- 1938 - José de Huéscar, fumettista spagnolo († 2007)
- 1939 - Adriano Ariè, produttore cinematografico e produttore televisivo italiano († 2005)
- 1939 - Peter Bjorn, velista canadese
- 1939 - William Least Heat-Moon, scrittore statunitense
- 1939 - Bill Mulliken, nuotatore statunitense († 2014)
- 1939 - Carlo Pedrocchi, fumettista italiano
- 1939 - Nikola Pilić, ex tennista jugoslavo
- 1939 - Michele Viscardi, politico italiano
- 1940 - Enrico Feroci, cardinale e arcivescovo cattolico italiano
- 1940 - Gennadij Krasnickij, calciatore sovietico († 1988)
- 1940 - Manfred Pohlschmidt, ex calciatore tedesco
- 1940 - Doug Robinson, ex hockeista su ghiaccio canadese
- 1940 - Adriano Sansa, politico, magistrato e scrittore italiano
- 1940 - Sonny Sharrock, chitarrista statunitense († 1994)
- 1940 - Rudolf Trost, ex schermidore austriaco
- 1940 - Itamar Navildo Vian, arcivescovo cattolico brasiliano
- 1941 - Giovanni Maria Accame, critico d'arte, storico dell'arte e docente italiano († 2011)
- 1941 - Trevor Colman, politico britannico († 2022)
- 1941 - Cesária Évora, cantante capoverdiana († 2011)
- 1941 - Alberto Ferrandi, politico italiano († 2024)
- 1941 - Tatsuya Fuji, attore giapponese
- 1941 - Dieter Hoffmann, pesista tedesco († 2016)
- 1941 - János Konrád, pallanuotista ungherese († 2014)
- 1941 - Oreste Lodigiani, politico italiano
- 1941 - Jerry Logan, ex giocatore di football americano statunitense
- 1941 - Jurij Vasil'evič Malyšev, cosmonauta sovietico († 1999)
- 1941 - Harrison Page, attore statunitense
- 1941 - Edward Sels, ex ciclista su strada belga
- 1941 - Miroslav Stupar, ex arbitro di calcio sovietico
- 1941 - Bohdan Stupka, attore e politico ucraino († 2012)
- 1942 - Giuliano Adreani, dirigente d'azienda italiano
- 1942 - Tom Belsø, pilota automobilistico danese († 2020)
- 1942 - Domenico Falzier, ex arbitro di calcio italiano
- 1942 - Bill Ivy, pilota motociclistico britannico († 1969)
- 1942 - Örjan Persson, ex calciatore svedese
- 1942 - José Luis Ponce Alcázar, calciatore spagnolo († 2021)
- 1942 - Manolo Villanova, allenatore di calcio e ex calciatore spagnolo
- 1943 - Mario Roberto Cassari, arcivescovo cattolico e diplomatico italiano († 2017)
- 1943 - Alfredo Chiappori, disegnatore e scrittore italiano († 2022)
- 1943 - Giuseppe Dalla Torre, giurista italiano († 2020)
- 1943 - László Honti, linguista ungherese
- 1943 - Bob Kerrey, politico statunitense
- 1943 - Errol McNally, calciatore nordirlandese († 2017)
- 1943 - Marynell Meadors, allenatrice di pallacanestro statunitense
- 1943 - Giampiero Nebbia, pittore italiano († 2006)
- 1943 - Wolfgang Nordwig, ex astista tedesco
- 1943 - Tuesday Weld, attrice e ex modella statunitense
- 1943 - Peter Zurbriggen, arcivescovo cattolico svizzero († 2022)
- 1944 - G. W. Bailey, attore statunitense
- 1944 - Tim Bogert, musicista statunitense († 2021)
- 1944 - Antonio D'Oppido, ex nuotatore italiano
- 1944 - Franco Nanni, ex calciatore italiano
- 1944 - Vicente Zarazúa, ex tennista messicano
- 1945 - Francesco Carboni, politico italiano
- 1945 - Renato Cipollini, calciatore e dirigente sportivo italiano († 2019)
- 1945 - Fernando Cuéllar, calciatore e allenatore di calcio peruviano († 2008)
- 1945 - Eva Quistorp, politica, teologa e politologa tedesca
- 1945 - Marianne Sägebrecht, attrice tedesca
- 1945 - Linda Seger, sceneggiatrice statunitense
- 1946 - Barbara Bach, attrice e ex modella statunitense
- 1946 - Aleksandr Bol'šakov, ex cestista sovietico
- 1946 - Zefferino Cerquaglia, politico italiano
- 1946 - Ulf Lindelöf, ex cestista svedese
- 1946 - Rolando Marchetti, ex calciatore italiano
- 1946 - Otto Moore, ex cestista statunitense
- 1946 - Marc Stenger, vescovo cattolico francese
- 1946 - Bruno Tabacci, politico italiano
- 1946 - Peter Tobin, serial killer britannico († 2022)
- 1946 - Carlos Veglio, ex calciatore argentino
- 1946 - Flossie Wong-Staal, virologa e biologa cinese († 2020)
- 1947 - Mohamed Bolkiah, principe e politico bruneiano
- 1947 - Harry Reems, attore pornografico statunitense († 2013)
- 1947 - Lynn Shackelford, ex cestista statunitense
- 1948 - Kōnstantinos Alysandrakīs, politico greco
- 1948 - Chiara Boni, stilista italiana
- 1948 - Giovanni Caprara, giornalista italiano
- 1948 - Nicoletta D'Arbitrio, restauratrice, scenografa e saggista italiana († 2017)
- 1948 - Christophe Joseph Marie Dabiré, politico e economista burkinabè
- 1948 - Francesco Giuliari, politico italiano
- 1948 - Vladimir Ryženkov, sollevatore sovietico († 2011)
- 1948 - Giancarlo Simonacci, pianista e compositore italiano
- 1948 - Sgt. Slaughter, ex wrestler statunitense
- 1949 - Eduard Antoine, ex calciatore haitiano
- 1949 - Giuseppina Bersani, schermitrice italiana († 2023)
- 1949 - Jeff Cook, chitarrista e musicista statunitense († 2022)
- 1949 - Aureliano Estévez, calciatore spagnolo († 2012)
- 1949 - Miles Goodman, compositore statunitense († 1996)
- 1949 - Ann Murray, mezzosoprano irlandese
- 1949 - Serge Trinchero, ex calciatore svizzero
- 1950 - Robbie Cadee, ex cestista e allenatore di pallacanestro australiano
- 1950 - Charles Fleischer, attore, doppiatore e comico statunitense
- 1950 - Neil Murray, bassista britannico
- 1950 - Cynthia Potter, tuffatrice statunitense
- 1950 - Shōji Yūki, ex cestista giapponese
- 1951 - Ezio Buzzelli, ex triplista italiano
- 1951 - Beppe Conti, giornalista e scrittore italiano
- 1951 - David Held, politologo e sociologo britannico († 2019)
- 1951 - George Lamptey, ex calciatore ghanese
- 1951 - Judy Nagel, ex sciatrice alpina statunitense
- 1951 - Grover Reid, ex tennista statunitense
- 1951 - Robert Torricelli, politico e avvocato statunitense
- 1952 - Frédéric Barbier, storico e bibliotecario francese († 2023)
- 1952 - Marco Tullio Barboni, sceneggiatore italiano
- 1952 - Undine Gruenter, scrittrice tedesca († 2002)
- 1952 - Karen Mulder, ex cestista olandese
- 1952 - Segun Odegbami, ex calciatore nigeriano
- 1952 - Paul Reubens, attore, showman e doppiatore statunitense († 2023)
- 1952 - Roger Stone, politico statunitense
- 1952 - Laurie Wisefield, chitarrista britannico
- 1953 - Jørn Didriksen, ex pattinatore di velocità su ghiaccio norvegese
- 1953 - Alex Lifeson, chitarrista e compositore canadese
- 1953 - Zoran Lilić, politico serbo
- 1953 - Françoise Quiblier, ex cestista francese
- 1953 - Marshall Rogers, cestista statunitense († 2011)
- 1953 - Peter Stormare, attore e cantante svedese
- 1953 - Michael Wolff, giornalista, scrittore e saggista statunitense
- 1954 - Essameldin Abou el-Nein, ex cestista egiziano
- 1954 - Dettlef Günther, ex slittinista tedesco orientale
- 1954 - Julio César Jiménez, ex calciatore uruguaiano
- 1954 - Mike Kelley, artista statunitense († 2012)
- 1954 - John Lloyd, ex tennista britannico
- 1954 - Marco Pastonesi, giornalista italiano
- 1954 - Scott Studwell, ex giocatore di football americano statunitense
- 1954 - Giorgio Vignali, produttore televisivo, sceneggiatore e attore italiano
- 1954 - Derek Warwick, ex pilota automobilistico britannico
- 1954 - Carlos Zannini, avvocato e politico argentino
- 1955 - Renaud Barbaras, filosofo francese
- 1955 - Gary Barden, cantante e compositore britannico
- 1955 - Arne Dokken, allenatore di calcio, dirigente sportivo e ex calciatore norvegese
- 1955 - Emilio Doveri, allenatore di calcio e ex calciatore italiano
- 1955 - Steff Fontaine, cantante, polistrumentista e compositore statunitense
- 1955 - Laura Fygi, cantante olandese
- 1955 - Nichola McAuliffe, attrice, cantante e scrittrice britannica
- 1955 - Silvana Parisi, ex calciatrice italiana
- 1955 - Filippo Patroni Griffi, giurista italiano
- 1955 - Hebert Revetria, ex calciatore uruguaiano
- 1955 - Robert Richardson, direttore della fotografia statunitense
- 1955 - Sandra de Sá, cantante e compositrice brasiliana
- 1955 - Diana Scarwid, attrice statunitense
- 1956 - Magnús Bergs, ex calciatore islandese
- 1956 - Roberto Bombardi, ex calciatore italiano
- 1956 - Ruth Epalza, ex cestista spagnola
- 1956 - David Khayat, medico francese
- 1956 - Jean-François Larios, ex calciatore francese
- 1956 - Alois Lipburger, saltatore con gli sci austriaco († 2001)
- 1956 - Glen Matlock, bassista britannico
- 1956 - Gael Mulhall-Martin, ex pesista, discobola e powerlifter australiana
- 1956 - Alberto Pacher, politico italiano
- 1956 - Angelo Villani, politico italiano
- 1957 - Rosa De Pasquale, politica italiana
- 1957 - Patrizia Fontana, attrice italiana
- 1957 - Jeff Grubb, scrittore e autore di giochi statunitense
- 1957 - Bernhard Langer, golfista tedesco
- 1957 - Taylor MacDonald, ex calciatore americo-verginiano
- 1957 - Kenji Nagai, fotoreporter giapponese († 2007)
- 1957 - Wiljon Vaandrager, ex canottiera olandese
- 1958 - Stalking Cat, statunitense († 2012)
- 1958 - Jean-Yves Berteloot, attore francese
- 1958 - Andreas Bielau, allenatore di calcio e ex calciatore tedesco orientale
- 1958 - Kathy Hochul, politica e avvocata statunitense
- 1958 - Sergej Konstantinovič Krikalëv, cosmonauta e ingegnere russo
- 1958 - Tom Lanoye, scrittore, sceneggiatore e drammaturgo belga
- 1958 - Marcos Paquetá, allenatore di calcio e ex calciatore brasiliano
- 1958 - Jorge Olaechea, ex calciatore peruviano
- 1959 - Gerhard Berger, ex pilota automobilistico e imprenditore austriaco
- 1959 - Umberto Cantone, regista teatrale e attore italiano
- 1959 - Giuseppe Faraca, ciclista su strada italiano († 2016)
- 1959 - Jaume Huguet García, ex calciatore spagnolo
- 1959 - Zdzisław Hoffmann, ex triplista polacco
- 1959 - Leanid Kučuk, allenatore di calcio e ex calciatore bielorusso
- 1959 - Jules Stewart, sceneggiatrice e regista australiana
- 1959 - Peter Mensah, attore canadese
- 1959 - Mary Miller, politica statunitense
- 1959 - Markus, cantante e attore tedesco
- 1959 - Daniela Romo, cantante e attrice messicana
- 1959 - Yves Rossy, aviatore e inventore svizzero
- 1959 - Dominique Sarron, pilota motociclistico francese
- 1959 - Marco Verzaschi, politico italiano
- 1959 - Emi Watanabe, ex pattinatrice artistica su ghiaccio giapponese
- 1959 - Jeanette Winterson, scrittrice britannica
- 1960 - Mark Caughey, ex calciatore nordirlandese
- 1960 - Paolo De Biasio, ex hockeista su ghiaccio italiano
- 1960 - Giuseppe Mendicino, scrittore italiano
- 1961 - Yolanda Adams, cantante statunitense
- 1961 - Tom Ford, stilista, regista e sceneggiatore statunitense
- 1961 - Alla Griščenkova, ex nuotatrice sovietica
- 1961 - André Lurquin, ex ciclista su strada e pistard francese
- 1961 - Steve McDowall, ex rugbista a 15, allenatore di rugby a 15 e imprenditore neozelandese
- 1961 - Remo Ruffini, imprenditore italiano
- 1961 - Leonardo Sgura, giornalista italiano
- 1961 - Marcus Stock, vescovo cattolico britannico
- 1961 - Helmut Winklhofer, ex calciatore tedesco
- 1962 - Glenys Bakker, giocatrice di curling canadese
- 1962 - Sjón, scrittore, poeta e paroliere islandese
- 1962 - Dean Devlin, sceneggiatore, produttore cinematografico e regista statunitense
- 1962 - Manfred Linzmaier, allenatore di calcio e ex calciatore austriaco
- 1962 - Vic Mignogna, doppiatore e musicista statunitense
- 1962 - Adam Oates, ex hockeista su ghiaccio e allenatore di hockey su ghiaccio canadese
- 1962 - Lillo, attore italiano
- 1962 - Fabrice Poullain, ex calciatore francese
- 1962 - Jānis Straume, politico lettone († 2024)
- 1962 - Sarah Wiener, politica e imprenditrice tedesca
- 1963 - Jane Brophy, politica britannica
- 1963 - Simone Colombo, ex tennista italiano
- 1963 - Salvatore Curaba, imprenditore e ex calciatore belga
- 1963 - Vito De Filippo, politico italiano
- 1963 - Chidi Imoh, ex velocista nigeriano
- 1963 - Stefano Saccotelli, attore italiano
- 1964 - Frédéric Berger, ex saltatore con gli sci francese
- 1964 - Rob Bogue, attore e doppiatore statunitense
- 1964 - Natalia Cattelani, cuoca, personaggio televisivo e blogger italiana
- 1964 - Stephan Elliott, regista e sceneggiatore australiano
- 1964 - Henk de Jong, allenatore di calcio olandese
- 1964 - Nava Macmel-Atir, scrittrice, poetessa e commediografa israeliana
- 1964 - Luis Alberto Redher, allenatore di calcio e ex calciatore peruviano
- 1964 - Frank Tate, ex pugile statunitense
- 1965 - Loris Barbiero, ex cestista e allenatore di pallacanestro italiano
- 1965 - Matjaž Debelak, saltatore con gli sci sloveno
- 1965 - Carlos Dicenta, ex cestista spagnolo
- 1965 - E-Type, musicista e cantante svedese
- 1965 - Walter Frau, carabiniere italiano († 1995)
- 1965 - Mike Johnson, bassista e cantautore statunitense
- 1965 - LeRoy Homer Jr., aviatore statunitense († 2001)
- 1965 - Miss Coco Peru, attore e comico statunitense
- 1965 - Giōrgos Papadakos, ex cestista canadese
- 1965 - Paulo Pereira, ex calciatore brasiliano
- 1965 - Michael Dean Perry, ex giocatore di football americano statunitense
- 1965 - Ange Postecoglou, allenatore di calcio e ex calciatore greco
- 1965 - Maria Carolina Salomè, attrice e drammaturga italiana
- 1965 - Lynn Shelton, regista, sceneggiatrice e attrice statunitense († 2020)
- 1965 - Paulo Silas, allenatore di calcio e ex calciatore brasiliano
- 1965 - Volker Türk, avvocato e diplomatico austriaco
- 1965 - Goran Vasilijević, ex calciatore jugoslavo
- 1966 - Peter Butler, allenatore di calcio e ex calciatore inglese
- 1966 - Jeroen Duyster, ex canottiere olandese
- 1966 - Francesco Grasso, scrittore italiano
- 1966 - René Higuita, ex calciatore e allenatore di calcio colombiano
- 1966 - Jean-Philippe Imparato, dirigente d'azienda francese
- 1966 - Michel Jalakh, arcivescovo cattolico libanese
- 1966 - Jill Lepore, storica e giornalista statunitense
- 1966 - Dandeny Muñoz Mosquera, criminale colombiano
- 1966 - Juhan Parts, politico estone
- 1966 - Leonardo Rodríguez, procuratore sportivo e ex calciatore argentino
- 1966 - Raffaele Sergio, dirigente sportivo, allenatore di calcio e ex calciatore italiano
- 1967 - Carlo Barbuto, kickboxer italiano
- 1967 - Michele Barillaro, magistrato italiano († 2012)
- 1967 - Igor' Dobrovol'skij, allenatore di calcio e ex calciatore sovietico
- 1967 - Bob Nastanovich, musicista statunitense
- 1967 - Lázaro Oliveira, allenatore di calcio e ex calciatore angolano
- 1967 - Ernesto Palomba, astronomo italiano
- 1967 - Fabio Tagliavia, regista italiano
- 1967 - Bruno Versavel, ex calciatore belga
- 1968 - Eric Bobo, percussionista statunitense
- 1968 - Jorge Cadete, ex calciatore portoghese
- 1968 - Alessandra Cappellotto, ex ciclista su strada e dirigente sportiva italiana
- 1968 - Emanual Davis, ex cestista statunitense
- 1968 - Mario Doyon, ex hockeista su ghiaccio canadese
- 1968 - Daphne Koller, informatica e docente israeliana
- 1968 - Andrea Martella, politico italiano
- 1968 - Aldo Martínez, lottatore cubano
- 1968 - Gaby May, ex sciatrice alpina svizzera
- 1968 - Petar Naumoski, ex cestista e politico macedone
- 1968 - Lisa Marie Newmyer, attrice statunitense
- 1968 - Cătălin Predoiu, politico rumeno
- 1968 - Aleksej Ratmanskij, coreografo e ex ballerino russo
- 1968 - Taru Rinne, pilota motociclistica finlandese
- 1968 - Taylor Wane, attrice pornografica britannica
- 1969 - Eric Bergoust, ex sciatore freestyle statunitense
- 1969 - Maher Bouallegue, ex atleta paralimpico tunisino
- 1969 - Guido Maria Brera, dirigente d'azienda e scrittore italiano
- 1969 - Avril Haines, avvocata e funzionaria statunitense
- 1969 - René Henriksen, ex calciatore danese
- 1969 - César Millán, personaggio televisivo e scrittore messicano
- 1969 - Jean-Cyril Robin, ex ciclista su strada francese
- 1969 - Reece Shearsmith, comico, scrittore e illusionista britannico
- 1969 - Dario Tamburrano, politico italiano
- 1969 - Chandra Wilson, attrice statunitense
- 1969 - Mustafa Özer, allenatore di calcio e ex calciatore turco
- 1970 - Pekka Aalto, ultramaratoneta finlandese
- 1970 - Yvonne Bürgin, politica svizzera
- 1970 - Peter Ebdon, giocatore di snooker inglese
- 1970 - Edson Cholbi Nascimento, allenatore di calcio e ex calciatore brasiliano
- 1970 - Tony Kanal, bassista, tastierista e produttore discografico britannico
- 1970 - Jeff Kenna, allenatore di calcio e ex calciatore irlandese
- 1970 - Mayumi Narita, nuotatrice giapponese
- 1970 - Matt Painter, ex cestista e allenatore di pallacanestro statunitense
- 1970 - Francesca Schiavo, attrice e cantante italiana
- 1970 - Reggie Slater, ex cestista statunitense
- 1970 - Jim Thome, giocatore di baseball statunitense
- 1970 - Kelly Trump, ex attrice pornografica tedesca
- 1970 - Karl Unterkircher, alpinista e esploratore italiano († 2008)
- 1971 - Dirk Baldinger, dirigente sportivo e ex ciclista su strada tedesco
- 1971 - Julian Cheung, cantante e attore cinese
- 1971 - Ernest Faber, ex calciatore, allenatore di calcio e dirigente sportivo olandese
- 1971 - Makīs Giatras, allenatore di pallacanestro greco
- 1971 - Miljan Goljović, ex cestista sloveno
- 1971 - Steve Harkness, ex calciatore inglese
- 1971 - Luis Herrera, ex tennista messicano
- 1971 - Karsten Hutwelker, allenatore di calcio e ex calciatore tedesco
- 1971 - Ivan Ivanov, ex sollevatore bulgaro
- 1971 - Mun Gyeong-eun, ex cestista sudcoreano
- 1971 - Glen Osborne, ex rugbista a 15 e conduttore televisivo neozelandese
- 1971 - Kelly Rolleston, ex rugbista a 15, allenatore di rugby a 15 e dirigente sportivo neozelandese
- 1971 - Felix da Housecat, disc jockey e produttore discografico statunitense
- 1971 - Edson Tortolero, ex calciatore venezuelano
- 1972 - Chris Armas, allenatore di calcio e ex calciatore portoricano
- 1972 - Alessandro Del Grosso, allenatore di calcio e ex calciatore italiano
- 1972 - Espen Horsrud, ex calciatore norvegese
- 1972 - Jazz, ex wrestler statunitense
- 1972 - The Great Khali, ex wrestler e attore indiano
- 1972 - Denise Lewis, ex multiplista britannica
- 1972 - Jimmy Pop, cantante, musicista e rapper statunitense
- 1972 - Barbara Saltamartini, politica italiana
- 1972 - Mike Smith, attore canadese
- 1972 - Róbert Ragnar Spanó, giurista islandese
- 1972 - José Anthony Torres, ex calciatore panamense
- 1972 - Patricia Vico, attrice spagnola
- 1972 - Rhun ap Iorwerth, politico e giornalista britannico
- 1973 - Danny Coyne, allenatore di calcio e ex calciatore gallese
- 1973 - Dietmar Hamann, allenatore di calcio e ex calciatore tedesco
- 1973 - Tetsuya Okayama, ex calciatore giapponese
- 1973 - Catherine Scott, ex ostacolista e velocista giamaicana
- 1973 - Hok Sochetra, allenatore di calcio e ex calciatore cambogiano
- 1974 - Chico Benymon, attore e cantante statunitense
- 1974 - Dolores Bevilacqua, politica italiana
- 1974 - Dado Coletti, attore, conduttore televisivo e conduttore radiofonico italiano
- 1974 - Julia Deans, cantautrice neozelandese
- 1974 - Darren Goldstein, attore statunitense
- 1974 - Riccardo Muccioli, ex calciatore sammarinese
- 1974 - Giovanni Rossi, scrittore, giornalista e critico musicale italiano
- 1975 - Giorgio Abonante, politico italiano
- 1975 - Leonardo Binchi, ex pallanuotista e allenatore di pallanuoto italiano
- 1975 - Cheung Sai Ho, calciatore hongkonghese († 2011)
- 1975 - Björn Gelotte, compositore e chitarrista svedese
- 1975 - Vladimir Georgiev, scacchista bulgaro
- 1975 - Lisa Hanna, modella, attrice e conduttrice televisiva giamaicana
- 1975 - Kim Moo-kyo, ex tennistavolista sudcoreana
- 1975 - Eduardo Kobra, artista e pittore brasiliano
- 1975 - Ma$e, rapper statunitense
- 1975 - Jonny Moseley, ex sciatore freestyle statunitense
- 1975 - Kareem Reid, ex cestista statunitense
- 1975 - Mark Rudan, allenatore di calcio e ex calciatore australiano
- 1975 - Veaceslav Rusnac, allenatore di calcio e ex calciatore moldavo
- 1976 - Dario Baccin, dirigente sportivo e ex calciatore italiano
- 1976 - Ivan Benito, ex calciatore svizzero
- 1976 - Sarah Chalke, attrice canadese
- 1976 - Nuno Delgado, ex judoka portoghese
- 1976 - Markus Kleinheinz, ex slittinista austriaco
- 1976 - Gautam Malkani, giornalista e scrittore britannico
- 1976 - Carlos Moyá, allenatore di tennis e ex tennista spagnolo
- 1976 - Guillaume Peltier, politico francese
- 1976 - Benoît Poilvet, ex ciclista su strada francese
- 1976 - Nerijus Radžius, ex calciatore lituano
- 1976 - Frankie Sheahan, ex rugbista a 15, imprenditore e giornalista irlandese
- 1976 - Gustavo Silva, giocatore di calcio a 5 uruguaiano
- 1976 - John Stegeman, allenatore di calcio e ex calciatore olandese
- 1976 - Hajnalka Tóth, schermitrice ungherese
- 1976 - Francesco Venditti, attore e doppiatore italiano
- 1976 - Mark Webber, ex pilota automobilistico australiano
- 1976 - Ysrael Zúñiga, ex calciatore peruviano
- 1977 - Andrey Akopyants, ex calciatore uzbeko
- 1977 - Michelle Baptiste, ex velocista e lunghista santaluciana
- 1977 - Toni Bonji, comico e cabarettista italiano
- 1977 - Ricardo Dalmau, ex cestista portoricano
- 1977 - Anderson Luís de Souza, procuratore sportivo, dirigente sportivo e ex calciatore brasiliano
- 1977 - Massimo Fabbrizi, tiratore a volo italiano
- 1977 - Vol'ha Nazarava, ex biatleta bielorussa
- 1977 - Sonny Parker, rugbista a 15 e allenatore di rugby a 15 neozelandese
- 1977 - Stefano Pisetta, batterista e percussionista italiano
- 1977 - Martial Robin, ex calciatore francese
- 1977 - Aljaksandr Usaŭ, ex ciclista su strada bielorusso
- 1978 - Zeferino Paulo Borges, ex calciatore portoghese
- 1978 - Gianpaolo Gambi, attore, comico e conduttore televisivo italiano
- 1978 - Sebastian Haseney, ex combinatista nordico tedesco
- 1978 - Suranne Jones, attrice e produttrice televisiva britannica
- 1978 - Bobbi Sue Luther, attrice e modella statunitense
- 1978 - Iñaki Martín, allenatore di pallacanestro spagnolo
- 1978 - Tairong Poodee, giocatore di calcio a 5 tailandese
- 1978 - Rosella Postorino, scrittrice italiana
- 1978 - Franck Queudrue, ex calciatore francese
- 1978 - Veronica Vernocchi, artista marziale italiana
- 1979 - Samir Beloufa, ex calciatore francese
- 1979 - Rodney Bias, ex cestista statunitense
- 1979 - Ole Bischof, judoka tedesco
- 1979 - Juan Luis Guirado, ex calciatore spagnolo
- 1979 - Oliver Kieffer, ex pallavolista francese
- 1979 - Nasreddine Kraouche, ex calciatore francese
- 1979 - Obaid Mohamed, ex calciatore emiratino
- 1979 - Carmen Monarcha, soprano brasiliana
- 1979 - Karel Rachůnek, hockeista su ghiaccio ceco († 2011)
- 1979 - Rusty Smith, ex pattinatore di short track statunitense
- 1979 - Aiden Starr, attrice pornografica e regista statunitense
- 1979 - Aaron Paul, attore statunitense
- 1979 - Tian Liang, tuffatore cinese
- 1979 - Paddy Wallace, ex rugbista a 15 britannico
- 1979 - Masayuki Yanagisawa, ex calciatore giapponese
- 1980 - Francesco Bruyere, judoka e allenatore di judo italiano
- 1980 - Margherita Del Sesto, politica italiana
- 1980 - Bethany Donaphin, ex cestista statunitense
- 1980 - Vasco Faísca, allenatore di calcio e ex calciatore portoghese
- 1980 - Jónhard Frederiksberg, ex calciatore faroese
- 1980 - CJ van der Linde, ex rugbista a 15 e allenatore di rugby a 15 sudafricano
- 1980 - Kyle Lowder, attore e cantante lirico statunitense
- 1980 - Massimiliano Maisto, ex ciclista su strada italiano
- 1980 - Selman Mesbeh, ex calciatore qatariota
- 1980 - Rodrigo Baldasso da Costa, ex calciatore brasiliano
- 1980 - Jezper Söderlund, musicista e produttore discografico svedese
- 1981 - Patrick J. Adams, attore canadese
- 1981 - Hernâni Borges, ex calciatore capoverdiano
- 1981 - Clarissa Chun, lottatrice statunitense
- 1981 - Andrzej Domański, economista e politico polacco
- 1981 - Alessandro Gamberini, ex calciatore italiano
- 1981 - Maxwell Scherrer Cabelino Andrade, dirigente sportivo e ex calciatore brasiliano
- 1981 - Karla Mosley, attrice statunitense
- 1981 - Óscar Pérez Bovela, ex calciatore spagnolo
- 1981 - Pablo Piñones-Arce, allenatore di calcio e ex calciatore svedese
- 1981 - Israel Rodríguez, pallavolista spagnolo
- 1981 - Collin Samuel, ex calciatore trinidadiano
- 1982 - Arthuro Henrique Bernhardt, ex calciatore brasiliano
- 1982 - Cristian Domínguez, ex giocatore di calcio a 5 spagnolo
- 1982 - Duke Dumont, disc jockey e produttore discografico britannico
- 1982 - Andre Emmett, cestista statunitense († 2019)
- 1982 - Fabio Ghidoni, attore italiano
- 1982 - Alex da Kid, produttore discografico britannico
- 1982 - Édgar Adolfo Hernández, ex calciatore messicano
- 1982 - Ebony Hoffman, ex cestista e allenatrice di pallacanestro statunitense
- 1982 - Lancaster Joseph, calciatore grenadino
- 1982 - Bergüzar Korel, attrice turca
- 1982 - Maggie Lau, attrice e cantante cinese
- 1982 - Helgi Magnússon, ex cestista e allenatore di pallacanestro islandese
- 1982 - Evgenij Medvedev, hockeista su ghiaccio russo
- 1982 - Damien Monier, ex ciclista su strada e pistard francese
- 1982 - Kevin Roelandts, ex calciatore belga
- 1982 - Baptiste Rollier, orientista svizzero
- 1982 - Mantas Savėnas, ex calciatore lituano
- 1982 - Sam Tarry, politico britannico
- 1982 - Ben Williams, ex calciatore inglese
- 1982 - Volkan Yaman, ex calciatore turco
- 1983 - Jamala, cantante ucraina
- 1983 - Erika Fatland, scrittrice e antropologa norvegese
- 1983 - Suzie Fraser, pallanuotista australiana
- 1983 - Ed McKeever, canoista britannico
- 1983 - Thomas Mikkelsen, calciatore danese
- 1983 - Frederik Nielsen, allenatore di tennis e ex tennista danese
- 1983 - Jonas Okétola, ex calciatore beninese
- 1983 - Fredrik Petersen, ex pallamanista e allenatore di pallamano svedese
- 1983 - Felice Piccolo, ex calciatore italiano
- 1984 - Miyuki Akiyama, ex pallavolista giapponese
- 1984 - Giuseppe Angilella, velista italiano
- 1984 - David Bentley, ex calciatore inglese
- 1984 - Aziz Corr Nyang, ex calciatore gambiano
- 1984 - Redouane Dardouri, calciatore marocchino
- 1984 - Amanda Fuller, attrice statunitense
- 1984 - Anna Kikina, cosmonauta russa
- 1984 - Silvia La Barbera, mezzofondista italiana
- 1984 - Sulley Muntari, ex calciatore ghanese
- 1984 - Peter Nyström, ex calciatore svedese
- 1984 - Hans Olsson, ex sciatore alpino svedese
- 1984 - Francesco Pellegrini, polistrumentista e cantautore italiano
- 1984 - Enzo Russo, regista e sceneggiatore italiano
- 1984 - Vitali Rəhimov, lottatore azero
- 1984 - Mika Sugimoto, judoka giapponese
- 1984 - Simona Zulian, fumettista italiana
- 1985 - Michaela Ábelová, ex cestista slovacca
- 1985 - Yūko Asazu, pallavolista giapponese
- 1985 - Danica Curcic, attrice danese
- 1985 - Luéyi Dovy, velocista francese
- 1985 - Maro Engel, pilota automobilistico tedesco
- 1985 - Kayla Ewell, attrice statunitense
- 1985 - Nesley Jean, allenatore di calcio, ex calciatore e ex giocatore di beach soccer bahamense
- 1985 - Nikica Jelavić, ex calciatore croato
- 1985 - Kim Kwang-hyok, calciatore nordcoreano
- 1985 - Daniel Küblböck, cantante tedesco († 2018)
- 1985 - Alexandra Nechita, pittrice statunitense
- 1985 - Francisco San Martin, attore spagnolo († 2025)
- 1985 - Jamarca Sanford, giocatore di football americano statunitense
- 1985 - Anita Teilāne, ex cestista lettone
- 1986 - Lana Bastašić, scrittrice bosniaca
- 1986 - Nabil El Zhar, allenatore di calcio e ex calciatore francese
- 1986 - Michel García, ex calciatore messicano
- 1986 - Sebastian Kurz, politico e imprenditore austriaco
- 1986 - Mario, cantautore statunitense
- 1986 - Greta Scarano, attrice e regista italiana
- 1986 - Adam Sopp, attore britannico
- 1986 - Jorge Teixeira, calciatore portoghese
- 1986 - Rey Volpato, calciatore italiano
- 1987 - Tiffany Boone, attrice statunitense
- 1987 - Laurențiu Buș, calciatore rumeno
- 1987 - Jonathan Glenn, calciatore trinidadiano
- 1987 - Jonas Holøs, hockeista su ghiaccio norvegese
- 1987 - Junpei Kusukami, ex calciatore giapponese
- 1987 - TJ Lanning, ex sciatore alpino statunitense
- 1987 - Darren McFadden, ex giocatore di football americano statunitense
- 1987 - Nyambe Mulenga, calciatore zambiano
- 1987 - Muhamed Pašalić, cestista bosniaco
- 1987 - Jim Sarbh, attore indiano
- 1987 - Jordi Torres, pilota motociclistico spagnolo
- 1988 - Lázaro Barbosa de Sousa, serial killer brasiliano († 2021)
- 1988 - Jenna Bågeberg, cantante finlandese
- 1988 - Tyra Grant, ex cestista statunitense
- 1988 - Martin Häner, hockeista su prato tedesco
- 1988 - Andrėj Klimovič, calciatore bielorusso
- 1988 - Federico Leo, pilota automobilistico italiano
- 1988 - Yoro Lamine Ly, ex calciatore senegalese
- 1988 - Alexa Vega, attrice e cantante statunitense
- 1988 - Dhiego de Souza Martins, ex calciatore brasiliano
- 1989 - Mohammed Al-Balushi, calciatore omanita
- 1989 - Romain Amalfitano, calciatore francese
- 1989 - Andrés Mercado, attore e modello colombiano
- 1989 - Sohn, cantante, polistrumentista e produttore discografico britannico
- 1989 - Akbar To'rayev, calciatore uzbeko
- 1989 - Dawid Tomala, marciatore polacco
- 1989 - Daniel Tovar, attore messicano
- 1990 - Ahmad Walpi, calciatore saudita
- 1990 - Tori Bowie, velocista e lunghista statunitense († 2023)
- 1990 - Chakib Akrouh, terrorista belga († 2015)
- 1990 - Sergio Cidoncha, calciatore spagnolo
- 1990 - Abel Gebor, ex calciatore liberiano
- 1990 - Lucia Haršányová, calciatrice slovacca
- 1990 - Luuk de Jong, calciatore olandese
- 1990 - Goran Jozinović, calciatore croato
- 1990 - Mathias Jänisch, ex calciatore tedesco
- 1990 - Vedran Matošević, ex giocatore di calcio a 5 croato
- 1990 - Trey McKinney-Jones, cestista statunitense
- 1990 - Soluna Samay, cantante danese
- 1990 - Alessandro Sbaffo, calciatore italiano
- 1990 - Polen Uslupehlivan, ex pallavolista turca
- 1990 - Wesley Witherspoon, ex cestista statunitense
- 1990 - Yin Junhua, pugile cinese
- 1990 - Aleksandr Zotov, calciatore russo
- 1991 - Javorius Allen, giocatore di football americano statunitense
- 1991 - Rémi Barry, ex cestista francese
- 1991 - Lisa Darmanin, velista australiana
- 1991 - Carolina Deslandes, cantante portoghese
- 1991 - Nebojša Gavrić, calciatore serbo
- 1991 - Alexandre Henrique Gonçalves Freitas, calciatore portoghese
- 1991 - Monika Hojnisz, biatleta polacca
- 1991 - Lee Sung-yeol, cantante e attore sudcoreano
- 1991 - Daniel Lovitz, calciatore statunitense
- 1991 - Remy McBain, pallavolista portoricana
- 1991 - Bojan Najdenov, calciatore macedone
- 1991 - Ragnar Nathanaelsson, cestista islandese
- 1991 - Andrea Pilzer, giocatore di curling italiano
- 1991 - Young Mazino, attore statunitense
- 1992 - Sarah Attar, maratoneta e mezzofondista saudita
- 1992 - Devin Brooks, cestista statunitense
- 1992 - Damian Dąbrowski, calciatore polacco
- 1992 - Jacob Gagne, pilota motociclistico statunitense
- 1992 - Greg Galeotti, ex sciatore alpino francese
- 1992 - Ayame Gōriki, attrice, modella e cantante giapponese
- 1992 - A.J. Hammons, ex cestista statunitense
- 1992 - Nemanja Ilić, calciatore serbo
- 1992 - Blake Jenner, attore e cantante statunitense
- 1992 - Carissa Moore, surfista statunitense
- 1992 - Stefan Lainer, calciatore austriaco
- 1992 - Sivakorn Lertchuchot, attore televisivo thailandese
- 1992 - Stephen Morris, giocatore di football americano statunitense
- 1992 - Kim Petras, cantautrice tedesca
- 1992 - Durval Queiroz Neto, ex giocatore di football americano brasiliano
- 1992 - Daniel Ståhl, discobolo svedese
- 1993 - Brittany Armstrong, attrice statunitense
- 1993 - Adama Ba, calciatore mauritano
- 1993 - Andrea Giovannini, pattinatore di velocità su ghiaccio italiano
- 1993 - Ol'ga Gorbunova, pallanuotista russa
- 1993 - David Henry, calciatore santaluciano
- 1993 - Vjačeslavs Isajevs, calciatore lettone
- 1993 - Anish Khem, calciatore figiano
- 1993 - Olivier Le Gac, ciclista su strada francese
- 1993 - Quách Công Lịch, velocista e ostacolista vietnamita
- 1993 - Or Solomon, ex cestista israeliano
- 1993 - Ryan Sommer, bobbista e ex discobolo canadese
- 1993 - Kevin Stöger, calciatore austriaco
- 1993 - Federica Testa, ex danzatrice su ghiaccio italiana
- 1993 - Josip Čondrić, calciatore croato
- 1994 - Ellar Coltrane, attore statunitense
- 1994 - Alex Crognale, calciatore statunitense
- 1994 - Jorronie McLean, calciatore britannico
- 1994 - Bruce Mouat, giocatore di curling britannico
- 1994 - Mesud Pezer, pesista bosniaco
- 1994 - Jendrik Sigwart, cantautore e polistrumentista tedesco
- 1994 - Coumba Sow, calciatrice svizzera
- 1994 - Breanna Stewart, cestista statunitense
- 1994 - Chiara Tabani, pallanuotista italiana
- 1994 - Giulia Trapani, calciatrice italiana
- 1994 - Lidija Turčinović, cestista serba
- 1994 - Domenic Weinstein, ex pistard e ciclista su strada tedesco
- 1995 - Adam Örn Arnarson, calciatore islandese
- 1995 - Egzon Binaku, calciatore svedese
- 1995 - Ragnhild Femsteinevik, biatleta norvegese
- 1995 - Reda Kharchouch, calciatore olandese
- 1995 - Lin Chaopan, ginnasta cinese
- 1995 - Jessie Mei Li, attrice britannica
- 1995 - Saori Miyazaki, cestista giapponese
- 1995 - Skye Nicolson, pugile australiana
- 1995 - Lovre Rogić, calciatore croato
- 1995 - Usman Sale, calciatore nigeriano
- 1995 - Sergej Sirotkin, pilota automobilistico russo
- 1995 - Smolasty, rapper polacco
- 1996 - Bernadett Horváth, cestista ungherese
- 1996 - Maycon Douglas, calciatore brasiliano
- 1996 - Umberto Poli, ciclista su strada italiano
- 1996 - Qýanysh Qalmuratov, calciatore kazako
- 1996 - Cardell Rawlings, giocatore di football americano statunitense
- 1996 - Alba Redondo, calciatrice spagnola
- 1996 - Wang Jianan, lunghista cinese
- 1996 - Ariana Washington, velocista statunitense
- 1997 - Ufuk Akyol, calciatore turco
- 1997 - Kirill Beljaev, nuotatore russo
- 1997 - Laurynas Birutis, cestista lituano
- 1997 - Malik Harris, cantante tedesco
- 1997 - Zach Harting, nuotatore statunitense
- 1997 - Eirik Haugan, calciatore norvegese
- 1997 - Kári Jónsson, cestista islandese
- 1997 - Yukako Kawai, lottatrice giapponese
- 1997 - Erik McCoy, giocatore di football americano statunitense
- 1997 - Willian Pozo, calciatore cubano
- 1997 - Niek Roozen, attore olandese
- 1997 - Lucas Paquetá, calciatore brasiliano
- 1998 - Erika Brown, nuotatrice statunitense
- 1998 - Herenilson, calciatore angolano
- 1998 - Jorge García Hurtado, calciatore nicaraguense
- 1998 - Robin Hack, calciatore tedesco
- 1998 - Kevin Huerter, cestista statunitense
- 1998 - Jhivvan Jackson, cestista portoricano
- 1998 - Andrej Lopatin, cestista russo
- 1998 - Matheus Nunes, calciatore brasiliano
- 1998 - Sebastian Rivera, lottatore portoricano
- 1998 - Diego Rosa, calciatore uruguaiano
- 1998 - Serxho Ujka, calciatore albanese
- 1998 - Moisés Villarroel Angulo, calciatore boliviano
- 1998 - Rod Wave, rapper e cantautore statunitense
- 1999 - Shiva, rapper italiano
- 1999 - Theo Bair, calciatore canadese
- 1999 - Mitchell van Bergen, calciatore olandese
- 1999 - Christian Conteh, calciatore tedesco
- 1999 - Matheus Índio, calciatore brasiliano
- 1999 - Jevhenij Kučerenko, calciatore ucraino
- 1999 - Jared Rhoden, cestista statunitense
- 1999 - Lucas Rodrigues da Silva, calciatore brasiliano
- 1999 - André Saliba, pallavolista brasiliano
- 1999 - Mile Svilar, calciatore belga
- 2000 - Wilson Isidor, calciatore francese
- 2000 - Zico Bailey, calciatore statunitense
- 2000 - Aldo Maíz, calciatore paraguaiano
- 2000 - Elisa Polli, calciatrice italiana

## XXI secolo(30)
- 2001 - Alex Antetokounmpo, cestista greco
- 2001 - Reece Bell, sciatrice alpina britannica
- 2001 - Julie Blakstad, calciatrice norvegese
- 2001 - Malcolm Cazalon, cestista francese
- 2001 - Liu Jinhan, sincronetta cinese
- 2001 - Santiago Morales, calciatore argentino
- 2001 - Randy Schneider, calciatore svizzero
- 2001 - Franz Wagner, cestista tedesco
- 2001 - Kacper Łopata, calciatore polacco
- 2002 - Marco Brenner, ciclista su strada tedesco
- 2002 - Velimir Ivić, scacchista serbo
- 2002 - Jonathan Mutombo Mawesi, calciatore francese
- 2003 - Diego Abreu, calciatore uruguaiano
- 2003 - Anniina Ahtosalo, ciclista su strada e ciclocrossista finlandese
- 2003 - Federica D'Auria, calciatrice italiana
- 2003 - Christophe Kabongo, calciatore ceco
- 2003 - Alexis Lebrun, tennistavolista francese
- 2004 - Ryan Andrews, calciatore inglese
- 2004 - Pierick Charest, sciatore alpino canadese
- 2004 - Hena Kurtagić, pallavolista serba
- 2004 - Sergey Muradyan, calciatore russo
- 2004 - Gonçalo Tavares, ciclista su strada portoghese
- 2005 - Artur Maidanov, nuotatore artistico kazako
- 2005 - Alejandro Severo, calciatore uruguaiano
- 2005 - Frederick Zhao, giocatore di badminton australiano
- 2006 - Tony Biakolo, calciatore centrafricano
- 2007 - Saron Berhe, mezzofondista etiope
- 2007 - Ariana Greenblatt, attrice statunitense
- 2008 - Barbora Kalvodová, nuotatrice artistica ceca
- 2008 - Marie Moen Preus, calciatrice norvegese